# Hof van Gistel
Het Hof van Gistel is een herenhuis in de Belgische stad Brugge. Het huis is sinds 1974 een beschermd monument.

## Geschiedenis
De familie Van Gistel was sinds de 13e eeuw actief in Brugge als houders van het leenrecht op de Tol. Hun residentie bevond zich tot 1460 in de Ontvangersstraat. Kort voor 1460 betrokken ze de nieuwe residentie Hof van Gistel aan de Naaldenstraat. Op deze locatie stond al sinds eind 13e eeuw bebouwing.
Diverse bronnen geven aan dat Antoon van Bourbon, graaf van Vendôme en heer van Gistel, het Hof van Gistel in 1444 heeft laten bouwen. Dit is echter onwaarschijnlijk: de familie De Bourbon raakte pas in 1487 verbonden aan de Heren van Gistel, en Antoon van Bourbon zelf leefde in de 16e eeuw. Mogelijk is het jaartal verkeerd en wordt 1544 als bouwjaar bedoeld.
Antoon II van Ligny en Luxemburg en Antoon van Bourbon hadden een conflict met keizer Karel V. In 1543 werd Antoon II gevangen gezet door Karel en na zijn vrijlating moest hij al zijn bezittingen gedwongen verkopen. Ook raakte hij het graafschap Gistel kwijt. In 1549 werd de leen van het Hof van Gistel overgekocht door Karel V.
In de jaren 1976-1977 werd het huis gerestaureerd door de architecten W. Van Daele en L. Deprez.
In het pand is anno 2024 een conservatorium gehuisvest.

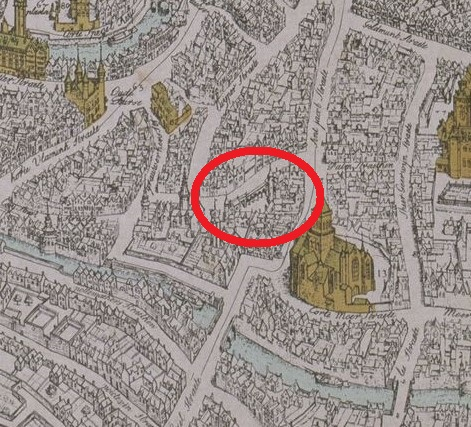
Hof van Gistel op de kaart van Marcus Gerards uit 1562

## Beschrijving
Op de kaart van Marcus Gerards uit 1562 staan twee L-vormige gebouwen met elk een eigen traptoren. De beide gebouwen zijn met elkaar verbonden middels een overdekte galerij waarin zich de toegangspoort bevindt.
Van het oorspronkelijke Hof van Gistel is het 16e-eeuwse hoofdgebouw met traptoren behouden gebleven. Dit onderkelderde, L-vormige gebouw heeft aan de Naaldenstraat een okergeel geschilderde voorgevel en bestaat uit twee bouwlagen met een zadeldak tussen trapgevels. In deze voorgevel zijn twee toegangen aangebracht. Aan de achtergevel is in 1976-1979 een erker toegevoegd. Aan de noordwestzijde van het pand is de ronde traptoren aanwezig, die wordt afgedekt door een met leisteen bedekte kegelvormige spits. In het pand bevinden zich een rechthoekige ontvangsthal en diverse vertrekken. De trap in Lodewijk XV-stijl is oorspronkelijk afkomstig van het in 1975 afgebroken Sint-Lodewijkscollege.

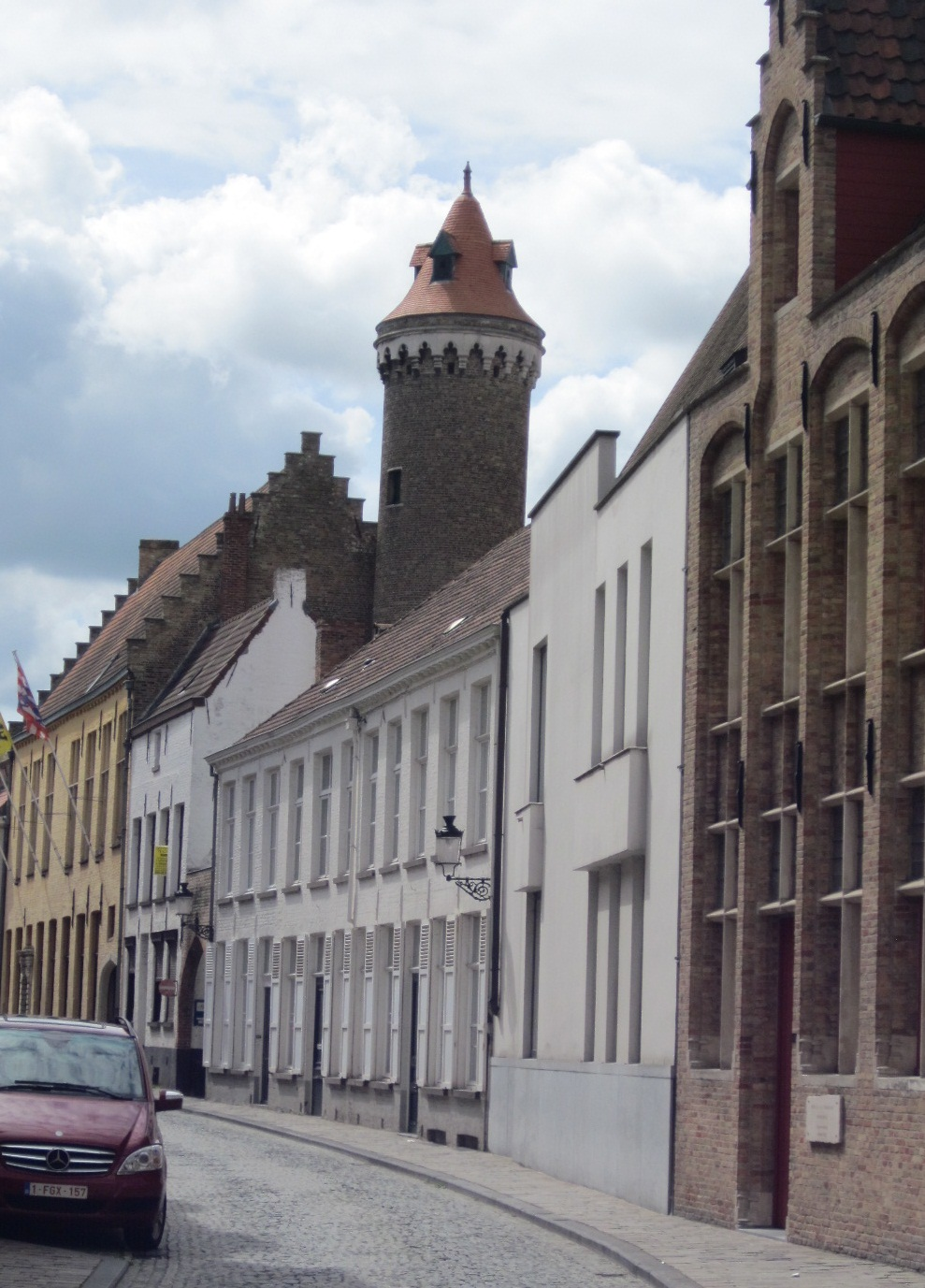
De traptoren van het Hof van Gistel

Het bijgebouw is twee bouwlagen hoog en wordt afgedekt door een afgeknot zadeldak. Dit gebouw is deels onderkelderd.
Van de galerij is nog een zuil bewaard gebleven in het Boterhuis.